# Abonyi Ernő
Abonyi Ernő, született Heiman Ernő (Budapest, 1890. szeptember 15. – Budapest, 1941) magyar festő, grafikus.

## Pályafutása
Heiman Sámuel és Markbreit Cecilia fia. A budapesti Képzőművészeti Főiskolán tanult Ferenczy Károlynál, ezután Münchenben képezte magát Hollósy Simon segédletével, majd a párizsi Julian Akadémiára járt egy évig. 1917-ben a nagybányai szabadiskolát látogatta, dolgozott Budapesten, Kolozsvárott, Temesváron és Aradon. 1914-ben Miskolcon állította ki első ízben grafikai munkáit. 1917-től rendszeresen szerepelt a Műcsarnok tárlatain. Egy művét őrzi a Magyar Nemzeti Galéria. 1917. március 18-án Budapesten, a Józsefvárosban házasságot kötött Szalai Margittal, Szalai József és Schwarcz Róza lányával.